# Mundigak
Koordinaten: 31° 54′ 14″ N, 65° 31′ 47″ O
Mundigak (paschtunisch منډیګک) ist eine archäologische Ausgrabungsstätte in Afghanistan, die rund 55 km nordwestlich von Kandahar liegt. Es handelt sich um die Reste einer der frühesten Städte im Gebiet zwischen Indien und dem Iran. Die Stadt wird der Helmand-Kultur zugerechnet, die auch im Osten des Iran bezeugt ist. Ausgrabungen von 1951 bis 1958 brachten Reste einer beachtlichen Stadtanlage mit Stadtmauern, einen Palast und einen Tempel zu Tage. Vor diesen Ausgrabungen war nur wenig zur Vorgeschichte von Afghanistan bekannt. Die Entdeckung einer relativ großen, vorgeschichtlichen Stadt in Afghanistan warf ein vollkommen neues Licht auf die Entwicklung der Kulturen im Gebiet zwischen dem Iran und Indien. Ein Großteil des Fundgutes war ohne Parallele, so dass eine Feindatierung der einzelnen Siedlungsphasen problematisch war und bis heute kontrovers diskutiert wird. Die Stadt hatte möglicherweise bis zu 10.000 Einwohner; sie nahm in ihrer Blütezeit eine Fläche von etwa 32 ha ein.

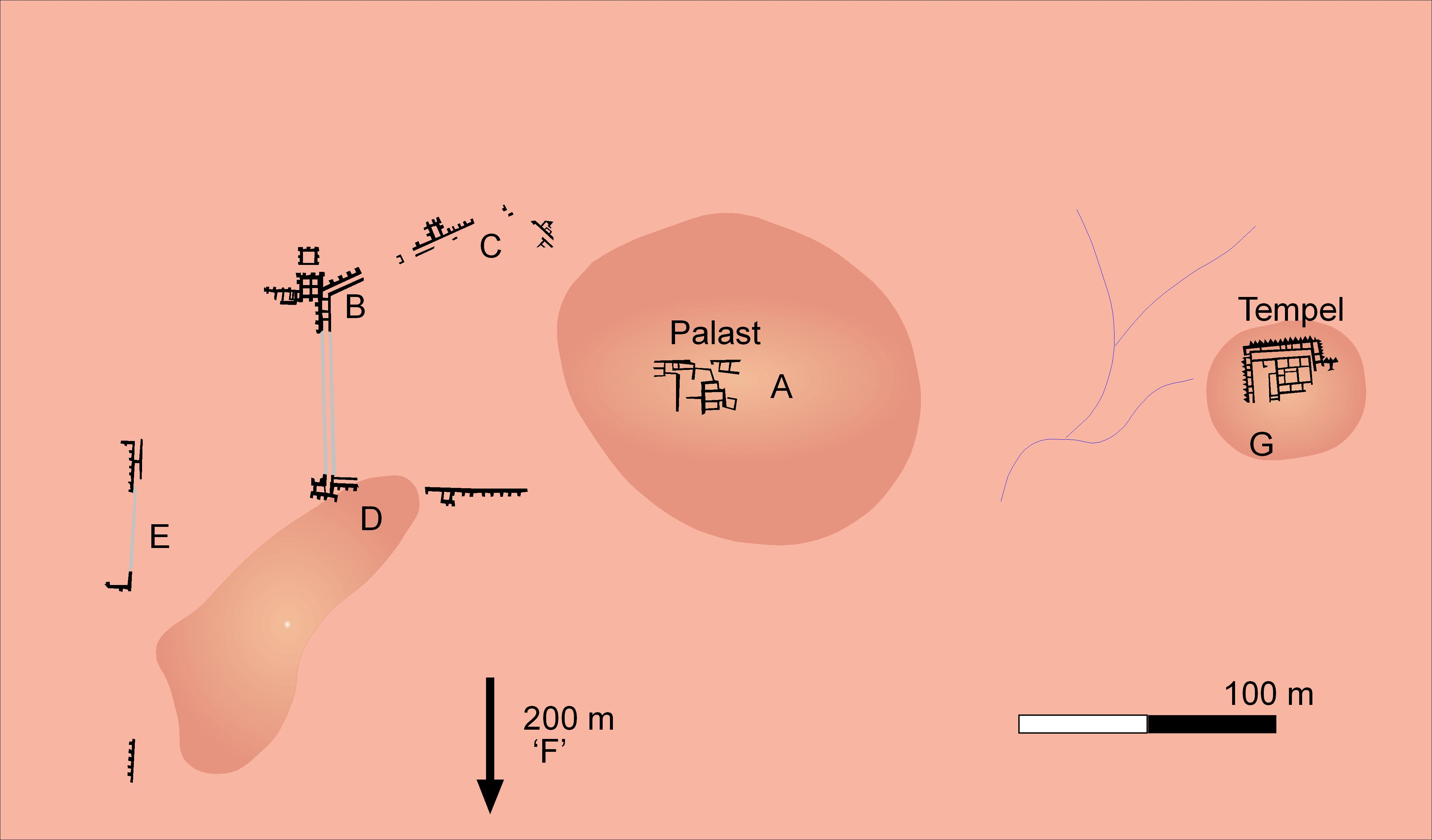
Plan der ausgegrabenen Reste der Schicht IV

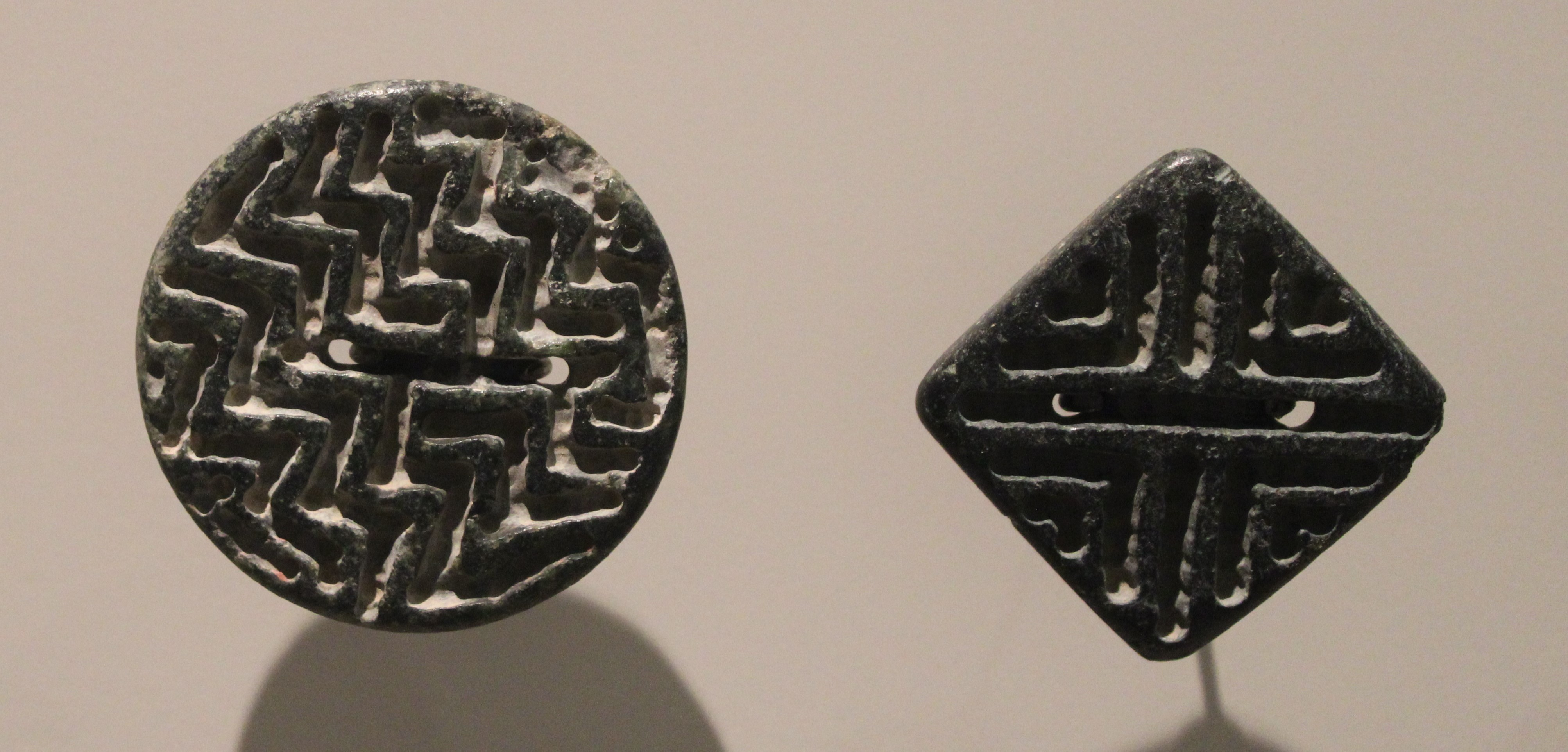
In Mundigak gefundene Siegel, drittes Jahrtausend v. Chr.

Der Bereich der Helmand-Kultur ist möglicherweise mit einem antiken Staatsgebilde gleichzusetzen. Mundigak wäre dort, nach Schahr-e Suchte, die zweitwichtigste Stadt.

## Lage
Die Reste der Stadt liegen etwa 55 km nordwestlich von Kandahar im Tal des Flusses Kushk-i Nakhud, der heute nur saisonal Wasser führt und vor allem im Sommer ausgetrocknet ist. Weiter im Süden mündet er in den Helmand. Der Ort erlangte seine Bedeutung wahrscheinlich durch die Lage an wichtigen Handelsrouten. Es wurde vermutet, dass von hier aus Lapislazuli, den man im Norden Afghanistans abbaute, nach Iran weiter gehandelt wurde. Das Ruinenfeld wird von diversen Hügeln dominiert. Tépé (Hügel) A ist der höchste von ihnen. Hier konzentrierten sich die Ausgrabungen und hier wurden auch die bedeutendsten Funde gemacht.

## Ausgrabungen
Bei französischen Ausgrabungen von 1951 bis 1958 in zehn Kampagnen unter der Leitung von Jean Marie Casal im Rahmen der La Délégation archéologique française en Afghanistan konnten verschiedene Besiedlungsschichten unterschieden werden. Die Grabungen fanden an elf Stellen im Ausgrabungsgebiet statt. Auf Tépé (Bereich) A, der höchsten Erhebung im Stadtgebiet, konnten in Schicht IV.1 und Schicht V Reste eines Palastes ausgegraben werden. Hier wurden Stadtbereiche aus fast allen Perioden des Ortes gefunden. Bereich C liegt nordwestlich von Bereich A. Hier wurde nur ein kleiner Bereich ausgegraben, wobei die Reste bis in Schicht III zurückreichen. In den anderen Teilen der Stadt wurden diverse, größere oder kleinere Flächen freigelegt (Bereiche B, D bis I und P und R), wobei vor allem Reste der Schicht IV zu Tage kamen, die damit die am besten dokumentierte Schicht ist. In Bereich P kamen auch Reste von Schicht V zu Tage, die sonst nur noch in Bereich A bezeugt ist. Durch Erosion waren insbesondere die oberen Schichten vollkommen verschwunden. In Bereich A konnte in Schicht V ein großer Palast auf den Resten des älteren Palastes freigelegt werden. Ansonsten ist Schicht V aber in der Stadt nicht gut belegbar. Ein Großteil der Funde befindet sich heute im Nationalmuseum Kabul und im Museum Guimet in Paris. Der Ausgräber Jean Marie Casal war im letzteren Museum seit 1957 angestellt.

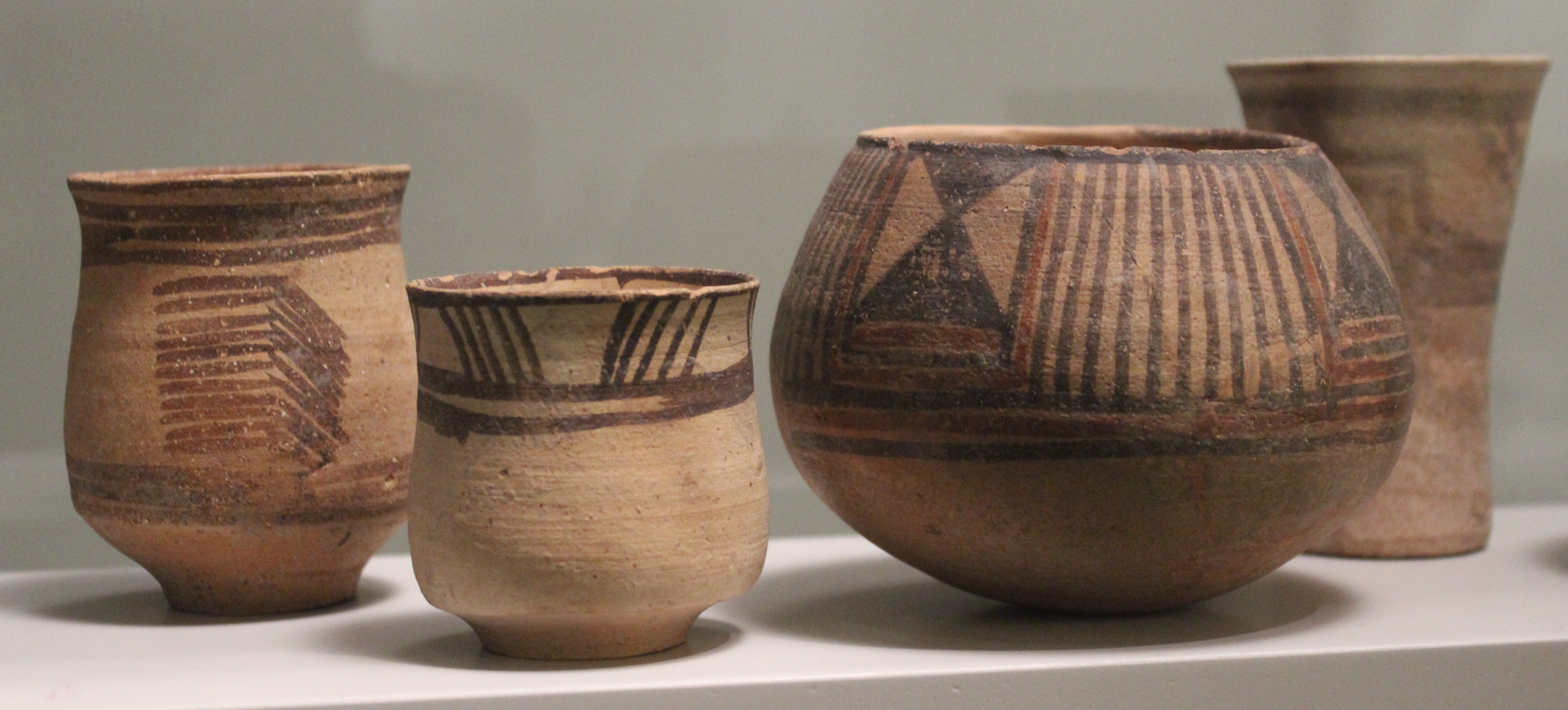
Keramik aus Schicht III (drittes Gefäß von Links) und aus Schicht IV

## Schichten I bis III

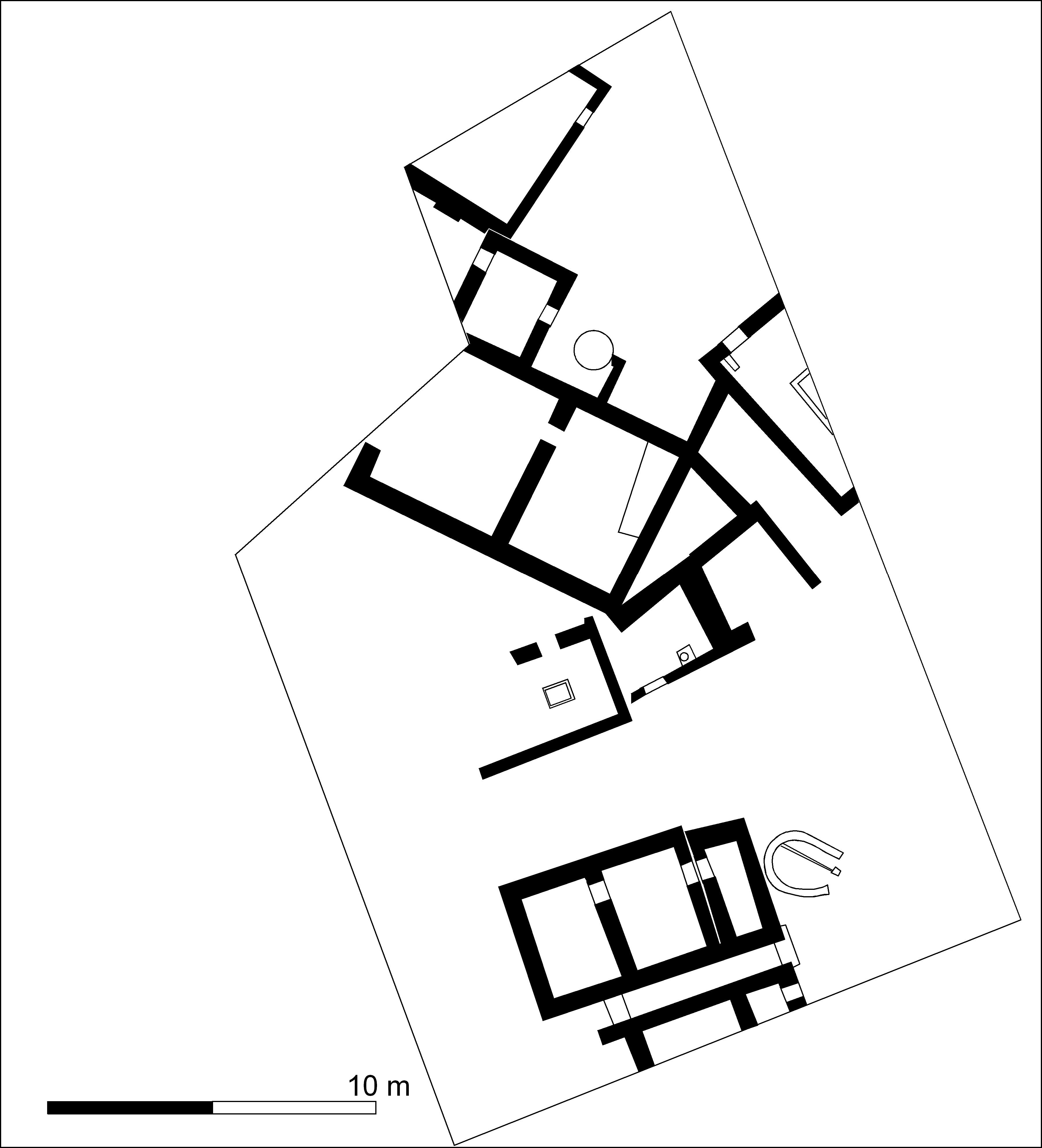
Mundigak, Plan der Schicht I.5

Die unterste Schicht (I) wurde nur im zentralen Hügel ergraben (Bereich A). Sie datiert wahrscheinlich in das fünfte Jahrtausend v. Chr. Schicht I wurde vom Ausgräber in fünf Unterschichten unterteilt (I.1–5). Aus Schicht I.3 stammen die ersten Belege dauerhafter Bauten. Nur für Schicht I.4 und I.5 sind Häusergrundrisse erhalten geblieben. In diesen Schichten waren die Bauten eher einfach. Es handelt sich um rechteckige Lehmziegelwohnbauten, die aus ein bis drei kleinen Räumen bestanden. Die Keramik aus Schicht I wird durch offene Formen dominiert. Vor allem Fragmente von Schalen sind gefunden worden. Die Keramik ist zum Teil bemalt, wobei einfache geometrische Muster überwiegen. Ganz selten kommen auch gemalte Tiere vor. Schicht I.5 und die folgende Schicht II waren durch eine dicke Ascheschicht getrennt, was darauf hindeutet, dass der Ort zumindest in diesem Bereich eine längere Zeit unbewohnt war.
Schicht II wurde vom Ausgräber in vier Unterschichten unterteilt: II.1, II.2, II.3a und II.3b. Die Besiedlungsdichte in Bereich A nahm zu. Es konnten verschiedene mehrräumige Bauten ausgegraben werden. In einem Hof fand sich ein tiefer Brunnen. Im Vergleich zu Schicht I nimmt die Qualität der Keramik jedoch ab. Es gibt viel weniger bemalte Typen. Viele Töpfe sind eher grob gearbeitet.
Schicht III ist wiederum vor allem aus Bereich A bekannt, dort wurden sechs Unterschichten unterschieden. Aus Bereich C stammen die Reste eines Friedhofes, der auch noch zur Zeit von Schicht IV belegt wurde. Die Toten lagen hier in Hockerstellung. Es gab so gut wie keine Beigaben. Nur in einem Fall fanden sich Perlen als Armband. Die Bebauung in Bereich A ist nun noch dichter. Es handelt sich meist um kleinere Häuser mit zwei oder drei Räumen. Aus dieser Schicht stammen auch Siegel mit geometrischen Mustern.

## Schicht IV und V

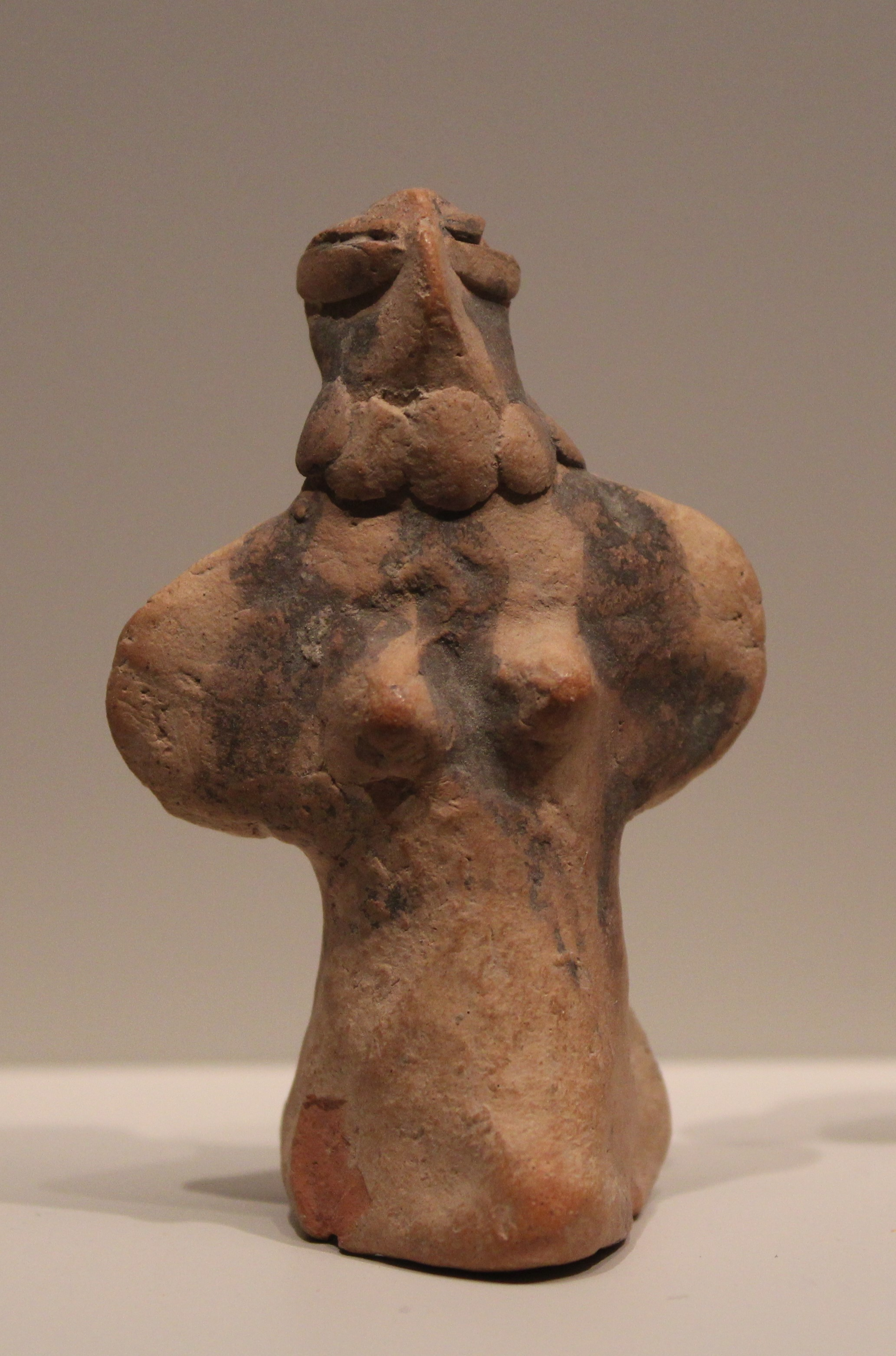
Tonfigur aus Schicht IV

In Schicht IV entwickelte sich Mundigak zu einer voll ausgebildeten Stadt mit Palast und Tempel. Es kann auf eine fortgeschrittene soziale Gliederung geschlossen werden. Belege für den Gebrauch von Schrift fehlen jedoch. Der Ausgräber unterschied drei Subschichten: IV.1, IV.2 und IV.3.

### Palast
Im Zentrum der Stadt steht Hügel A, auf dem sich umfangreiche Reste einer Palastanlage fanden. Es ist unsicher, ob es sich wirklich um einen Palast handelte, wie der Ausgräber vermutete, aber der Bau hatte zweifellos eine öffentliche Funktion. Das Gebäude war weitläufig von einer Mauer umgeben. Um für den Bau eine Plattform zu schaffen, wurden auf dem Hügel stehende ältere Häuser eingeebnet. Die nördliche Fassade des Palasts war mit einer Pilasterreihe dekoriert, die stuckiert und weiß bemalt war. Am oberen Rand wurden diese Pilaster von einer dekorierten Ziegelleiste begrenzt. Sie waren bei den Ausgrabungen zum Teil noch zwei Meter hoch erhalten. Der eigentliche Palast bestand aus diversen Räumen und einem Hof. Die Ost-, Süd- und Westfassade des Baues waren nicht erhalten, mögen aber auch mit Pilastern dekoriert gewesen sein. Es konnten drei Umbauphasen unterschieden werden, die alle in die Schicht IV.1 datieren. Der spätere Palast von Schicht IV.2 und Schicht IV.3 war den Umbauarbeiten in Schicht V vollkommen zum Opfer gefallen.

### Tempel
Etwa 200 m östlich des Palasts stand ein monumentales Gebäude, bei dem es sich wahrscheinlich um einen Tempel handelte, der auf jungfräulichem Boden errichtet wurde. Er stand auf einem flachen, etwa 2,5 m hohen Hügel und hatte eine monumentale Außenmauer, die an der Außenseite mit mächtigen, im Grundriss dreieckigen Strebepfeilern dekoriert war. Die Fundamente bestanden aus Stein. Im Inneren der Anlage befand sich ein Hof, in dessen Mitte sich der eigentliche Tempel erhob.
Etwa 350 m südlich von Hügel A wurden Teile eines weiteren großen Lehmziegelbaus ausgegraben (Grabungsbereich F), der sicherlich auch eine öffentliche Funktion hatte. Es fanden sich ein Hof mit einem großen Wasserbecken sowie diverse darum angeordnete Räume.

### Mauer und Wohnstadt
Die Wohnquartiere sind nur ausschnittweise ergraben worden. Westlich des Palastes konnten an verschiedenen Stellen die Reste einer Mauer verfolgt werden. Sie bestand aus zwei Außenwänden. Das Innere war durch Trennwände unterteilt; dadurch entstand eine Reihe von Innenräumen, die durch Türen an der Mauerinnenseite begehbar waren. An der Außenfassade befanden sich Stützpfeiler. Eine Ecke der Mauer ist gefunden worden. Hier stand ein Turm mit vier Innenräumen und mit einst vielleicht vier Stützpfeilern an jeder Seite. Nur an der Nordseite sind alle vier erhalten. Schon in Schicht IV.1 war das Gebiet um die Mauer an beiden Seiten dicht mit einfachen Häusern bebaut, die meist aus wenigen Räumen bestanden. Die Funktion dieser Mauer ist unsicher; sie hat möglicherweise den Palast weiträumig umschlossen. Etwa 90 m westlich (Grabungsgebiet E) fanden sich wiederum Reste einer zweiten Mauer, die ähnlich aufgebaut war und sich über eine Länge von etwa 120 m verfolgen ließ. Hier handelte es sich wahrscheinlich um die eigentliche Stadtmauer. Wohnbauten kamen ansonsten vor allem in Grabungsgebiet D vor, wo in Schicht IV.1 noch die Stadtmauer stand; das Gelände in Schicht IV.2 war dagegen mit einfachen Wohnbauten bebaut.

### Schicht V
Schicht V war aufgrund der Erosion des Grabungsgebietes sehr schlecht erhalten. Auf dem Haupthügel wurde auf den Resten des alten Palastes ein großes Gebäude errichtet (vom Ausgräber als Monument Massif bezeichnet), wobei die alten Strukturen unter dem neuen und sehr massiven Bau begraben und zum Teil bewahrt wurden. Erhalten war bei den Ausgrabungen noch eine monumentale Rampe, die auf eine Plattform führte. Diese bestand aus einer Reihe von Räumen, die nicht betreten werden konnten, also eine reine Stützfunktion hatten. Der eigentliche Bau auf dieser Plattform ist vollkommen verschwunden. In anderen Teilen der Stadt gibt es ebenfalls Belege für eine Bebauung auch in dieser Periode, doch sind die Reste nur sehr schlecht erhalten. Es ist jedoch klar, dass Mundigak in Schicht V weiterhin eine bedeutende Stadt war, deren Reste jedoch zum großen Teil verschwunden sind. Danach ist der Ort anscheinend verlassen worden. Nach 2500 v. Chr. befand sich hier keine Stadt mehr. Dies ist vor allem insofern bemerkenswert, als sich damit keine chronologische Überlappung mit der Indus-Kultur ergibt.

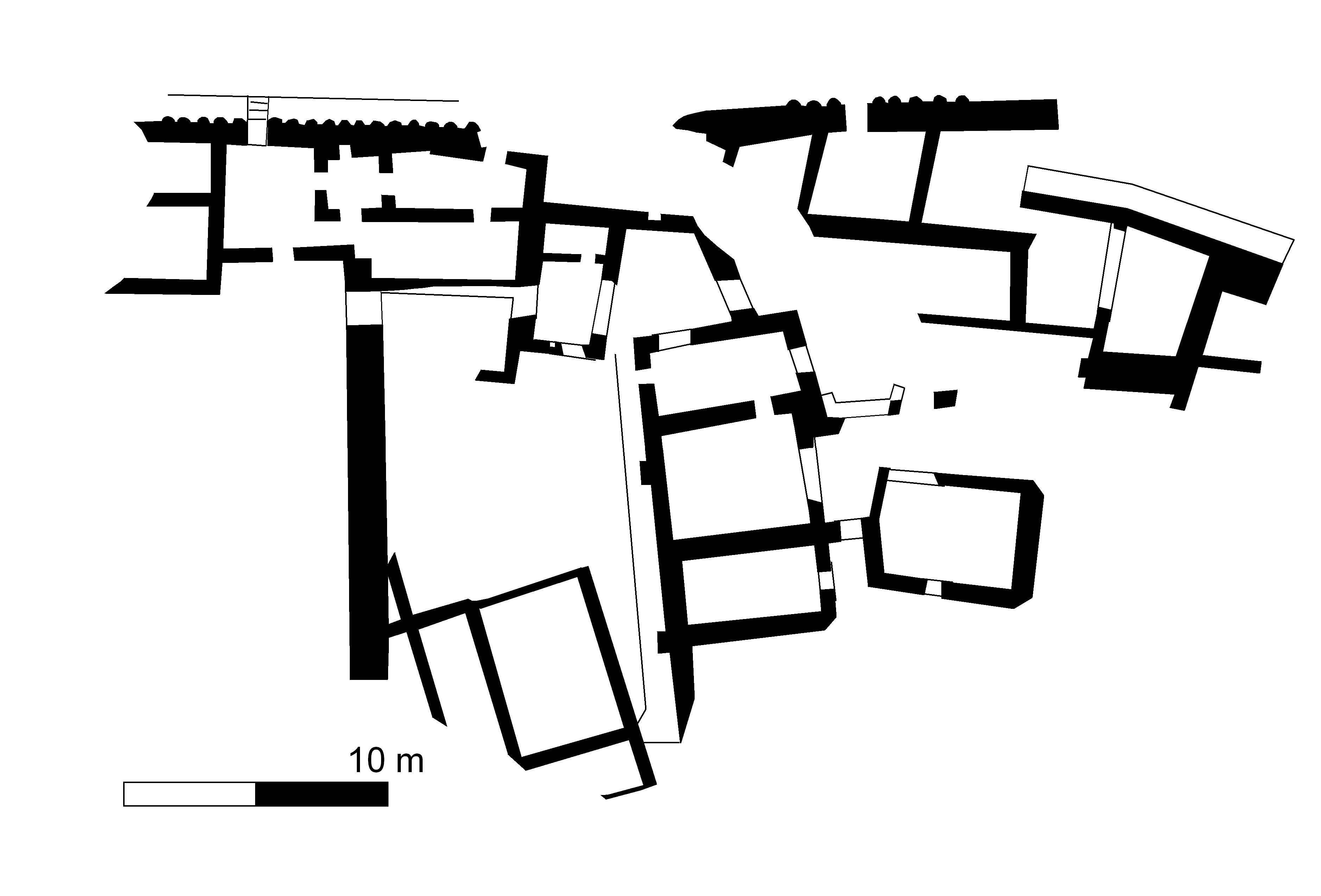
Plan der Reste des Palastes. Schicht IV.1
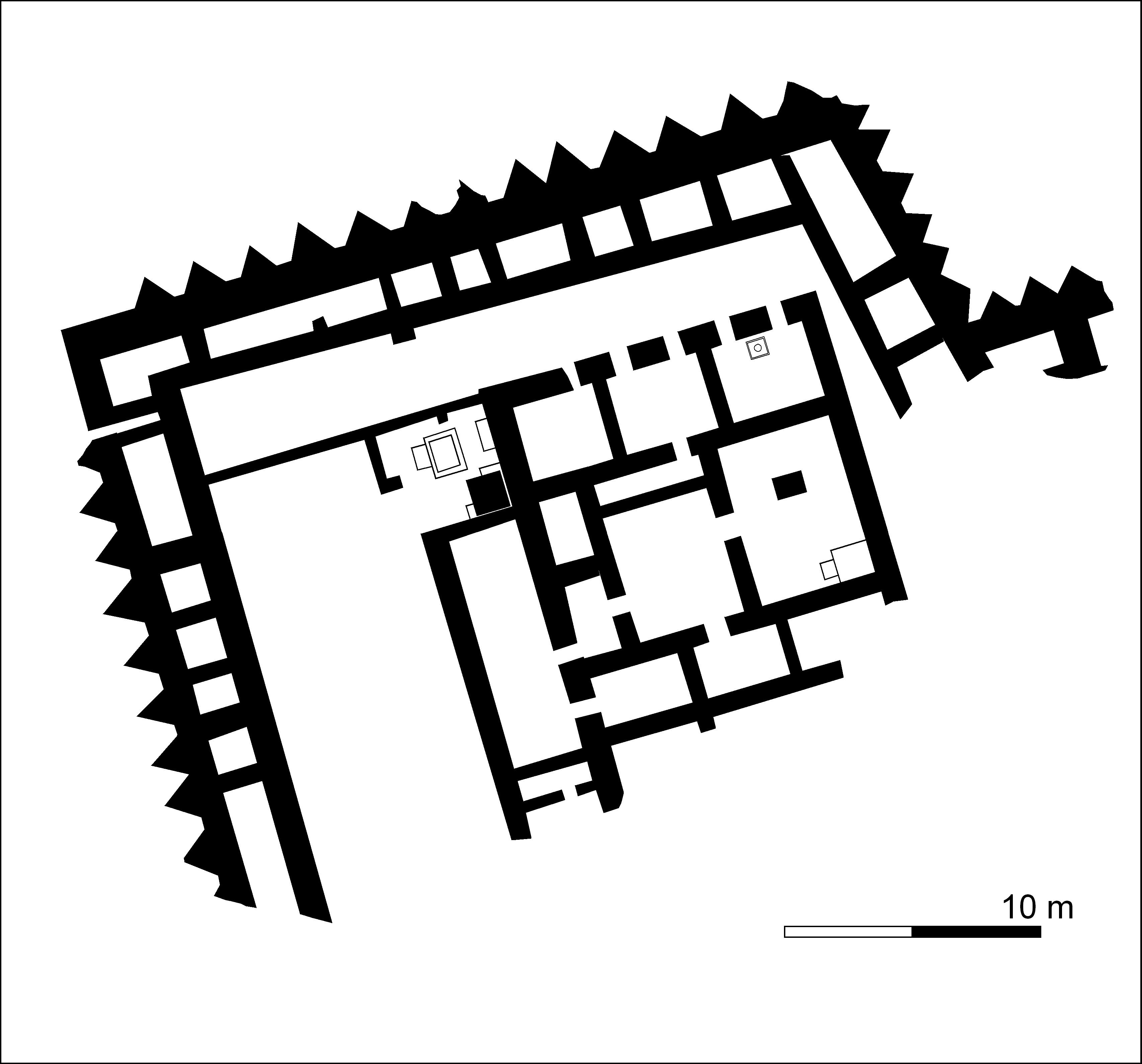
Plan des Tempels von Schicht IV

## Schicht VI und VII
Aus der Schicht VI sind keine baulichen Reste erhalten. Außer Feuerstellen fand sich in erster Linie zahlreiche Keramik, die Ähnlichkeiten mit der von den früheren Schichten hat. Der Ausgräber vermutet, dass diese Reste von Nomaden stammen. Es scheint, dass die Bevölkerung ihren Lebensstil in festen Siedlungen aufgab und zum Nomadentum überging. Dies ist auch an anderen Orten in Afghanistan und Indien zu beobachten. Die letzte Bebauung wird als Schicht VII bezeichnet. Es handelt sich um diverse landwirtschaftliche Speicher, die wahrscheinlich in das 1. Jahrtausend v. Chr. datieren.

## Funde

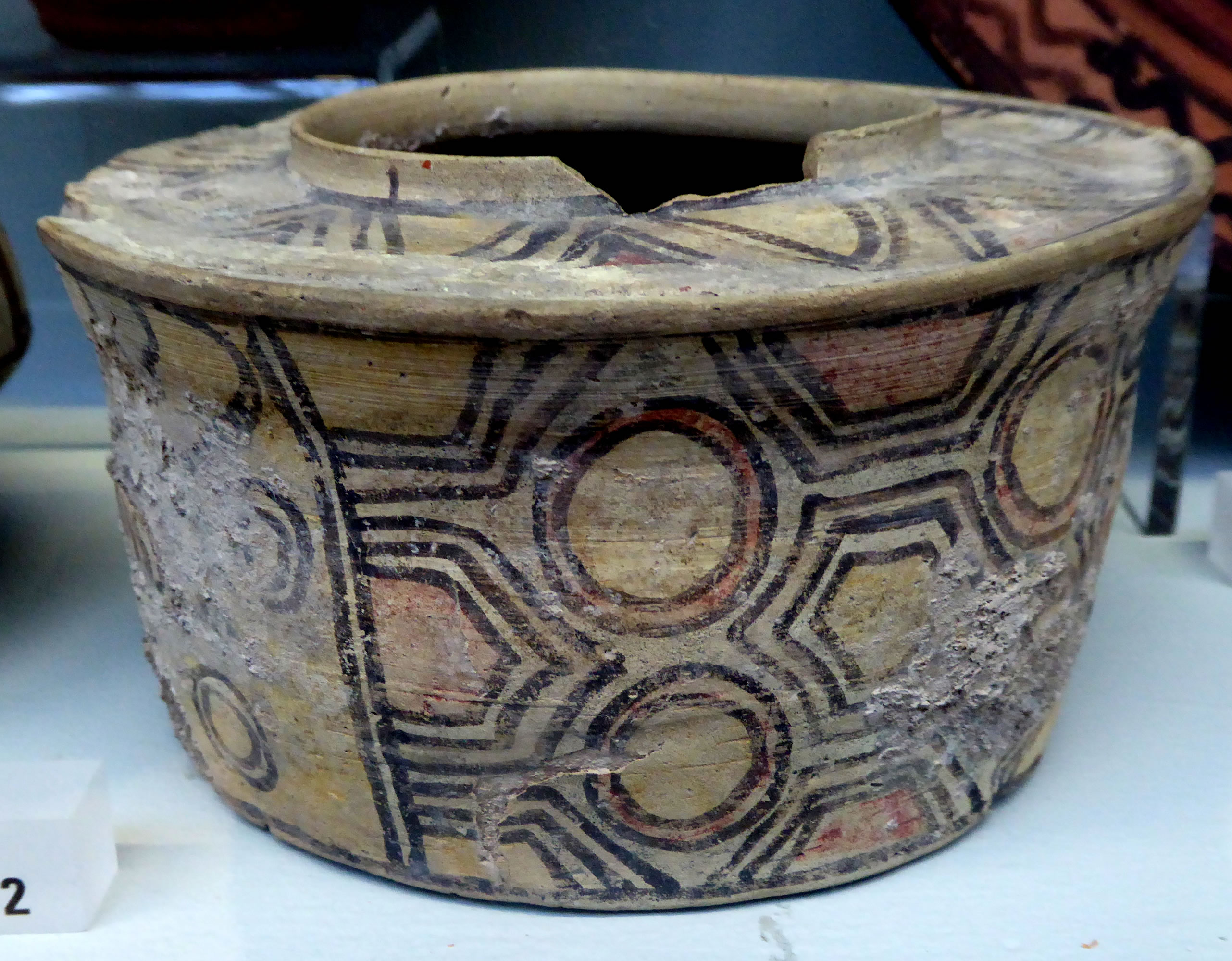
Beispiel eines Nal-Gefäßes. Vergleichbare Keramik fand sich auch in Mundigak

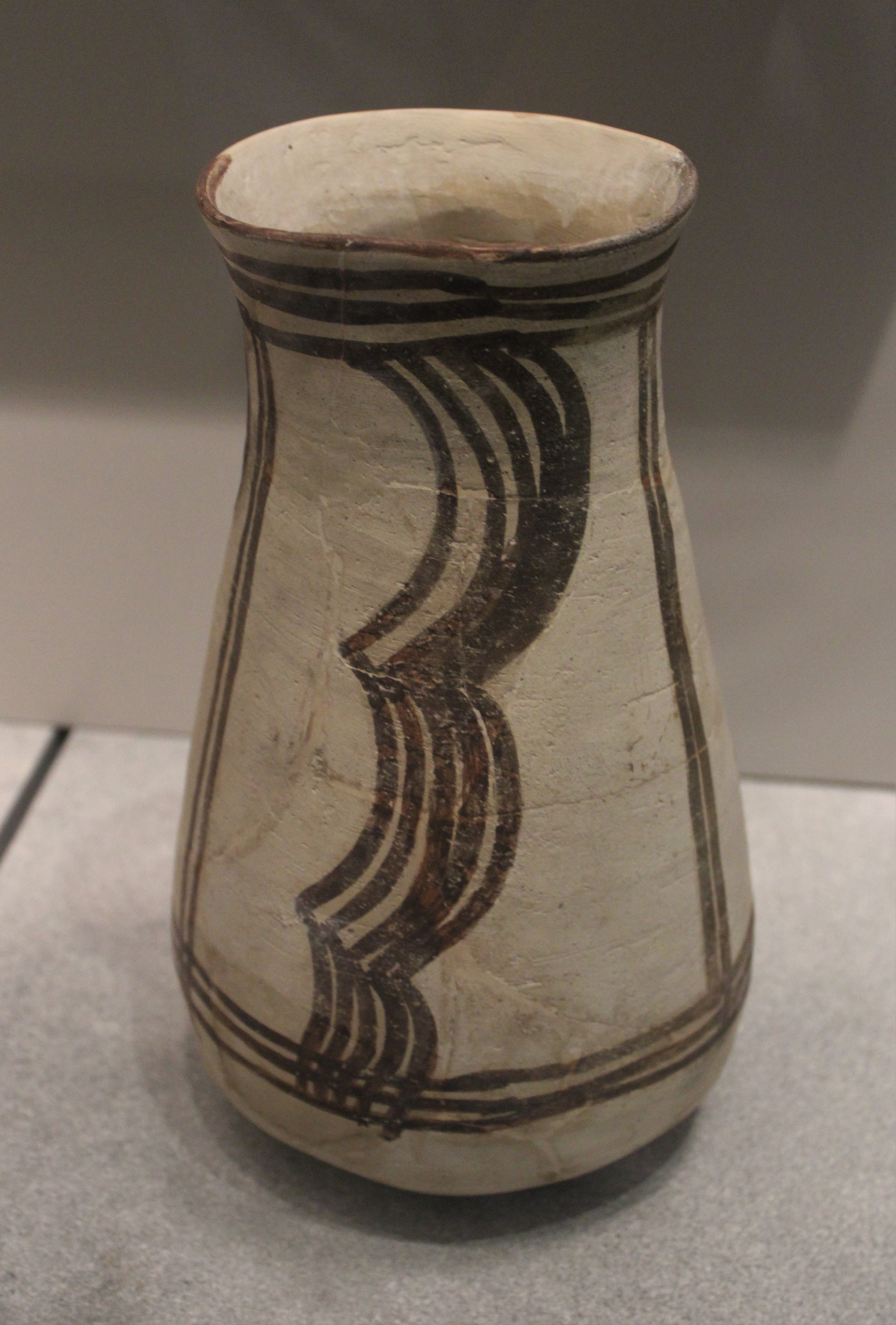
Bemaltes Gefäß

Zum Fundgut gehören zahlreiche Terrakottafiguren, die oftmals Menschen, meist Frauen, aber auch Männer darstellen. Häufig sind auch Darstellungen von Rindern. Daneben stieß man in den Resten der Schicht IV auf den Kopf einer Männerstatue aus Kalkstein. Es handelt sich um das einzige Objekt, das im engeren Sinne als Kunstwerk bezeichnet werden kann. Das Gesicht ist eher grob gearbeitet. Die Augen und Augenbrauen sind stark stilisiert. Der Mann trägt kurze Haare und ein Stirnband, das auf der Rückseite in zwei herabfallenden Stoffstreifen ausläuft. Statuen fanden sich auch vereinzelt in der Indus-Kultur, in der etwa gleichzeitigen im Norden verbreiteten Oasenkultur und in Schahr-e Suchte, das auch der Helmand-Kultur zugerechnet wird. Die Statuen zeigen einen auf dem Boden knienden Mann, der oftmals als Priesterkönig beschrieben wird. Es ist vermutet worden, dass der Kopf von Mundigak auch zu solch einer Figur gehörte, doch kann dies nicht bewiesen werden.
An Kleinfunden ist vor allem die Keramik von Bedeutung. Ein Großteil der Keramik ist bemalt, zum Teil polychrom. Diverse Dekorationstraditionen sind belegbar, die auch von anderen Orten bekannt sind und somit helfen, Mundigak in Kontext zu anderen Kulturen und damit auch zeitlich zu verorten. Der Ausgrabungsbericht konzentriert sich weitgehend auf dekorierte Formen, so dass die undekorierte Keramik weniger bekannt ist. Es fanden sich handgeformte Gefäße, aber auch solche, die auf der Töpferscheibe gefertigt wurden. In den Schichten I und II dominieren einfache, gemalte geometrische Muster, oft am oberen Rand von Schalen; in der Schicht III werden die Bemalungen komplexer. Es kommen weiterhin vorwiegend geometrische Muster vor, die dem sogenannten Quetta-Stil zugehören. Andere sind im Stil der Nal-Kultur bemalt oder haben Ähnlichkeiten mit Keramik der Amri-Kultur. In Schicht IV treten auch vereinzelte figürliche Darstellungen auf, vor allem Rinder. Aus Schicht IV stammen diverse Kelche aus Ton, die mit schwarz gemalten Reihen von Tieren, aber auch mit einzelnen Pflanzen dekoriert sind. Eine Gruppe dieser Kelche fand sich in Raum XXII im Palast. Die dort freigelegten Kelche waren unversehrt.
Aus Schicht IV stammen auch zwei größere Keramikgefäße, die einen Schiebedeckel besitzen und die vielleicht als Mäusefallen dienten. Vergleichbare Mäusefallen sind aus Mohenjo-Daro im Industal bekannt. Die entsprechenden Funde aus Mundigak sind wahrscheinlich um einige Jahrhunderte älter.
Spinnwirtel sind ab Schicht I.4. bezeugt, von denen es zwei Typen gab: Die einen haben eine konische Form und sind aus Ton gefertigt, die anderen sind diskusförmig und aus Stein gehauen. Steingefäße sind in fast allen Schichten bezeugt.
Ab der Schicht I.2 sind Bronzeobjekte bezeugt. Es handelt sich zunächst um einfache Werkzeuge wie Nadeln und um Waffen. Aus Schicht IV stammen aber auch die Reste eines Spiegels. Eine Untersuchung belegte, dass diese Artefakte meist aus Bronze mit einem geringen Zinngehalt gefertigt wurden. Bemerkenswert sind fünf Objekte mit Eisenelementen aus Schicht IV. Dabei fungierte das Eisen immer als Dekoration von Bronzeobjekten; es gab keine nur aus Eisen hergestellten Artefakte.

### Galerie:Funde vor allem aus Schicht IV

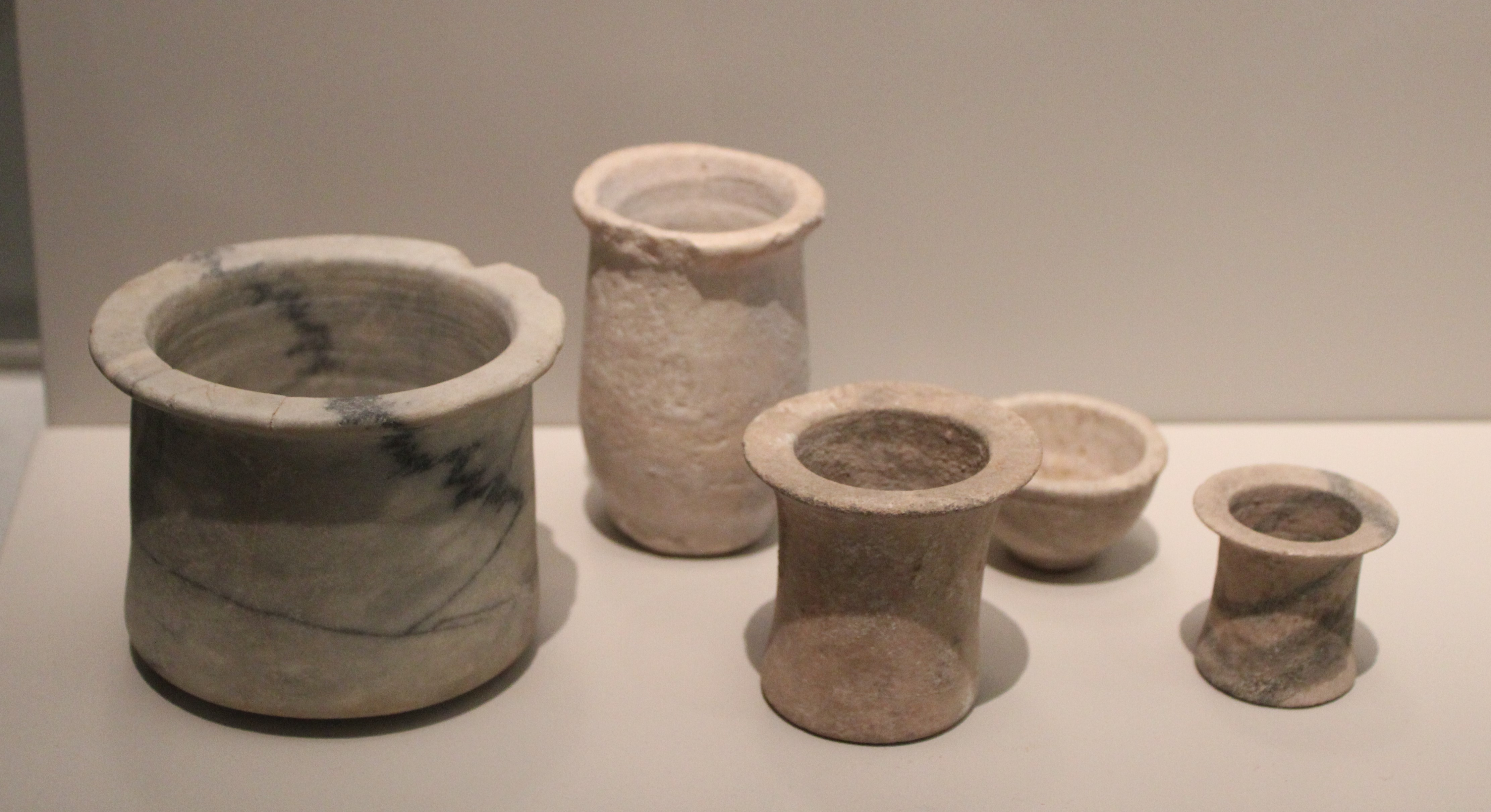
Alabastergefäße
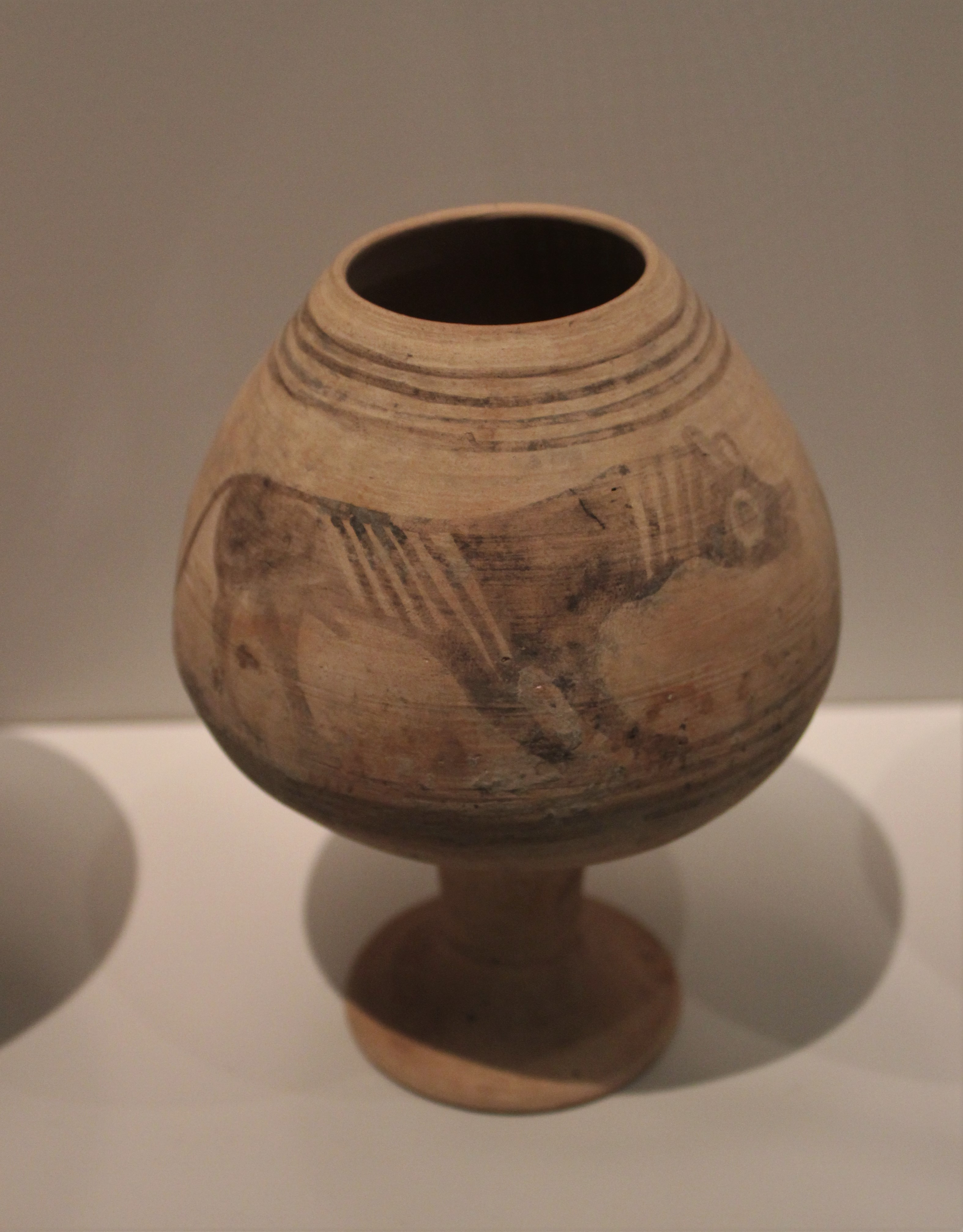
Kelch aus Palast, Raum XXII
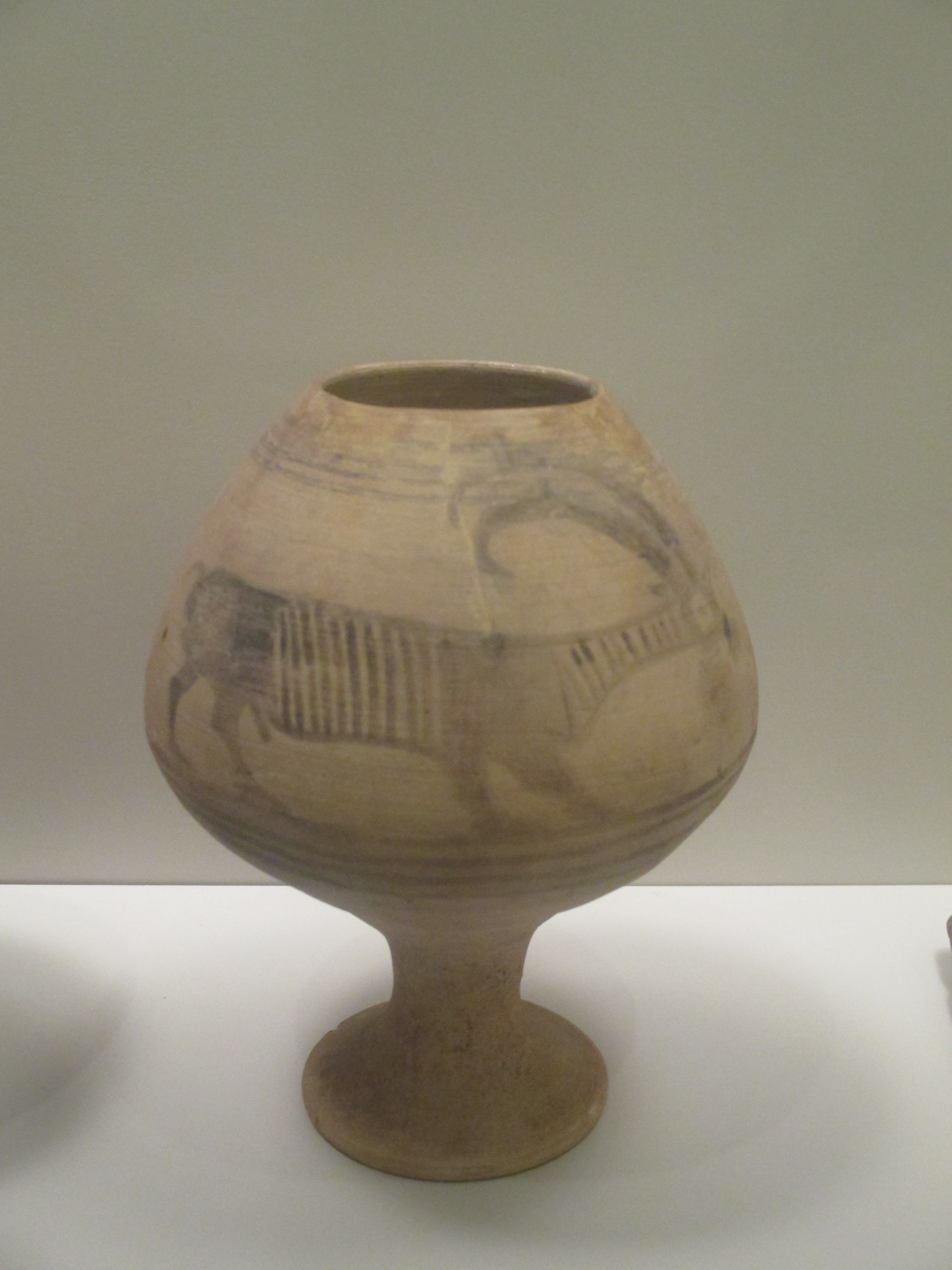
Kelch
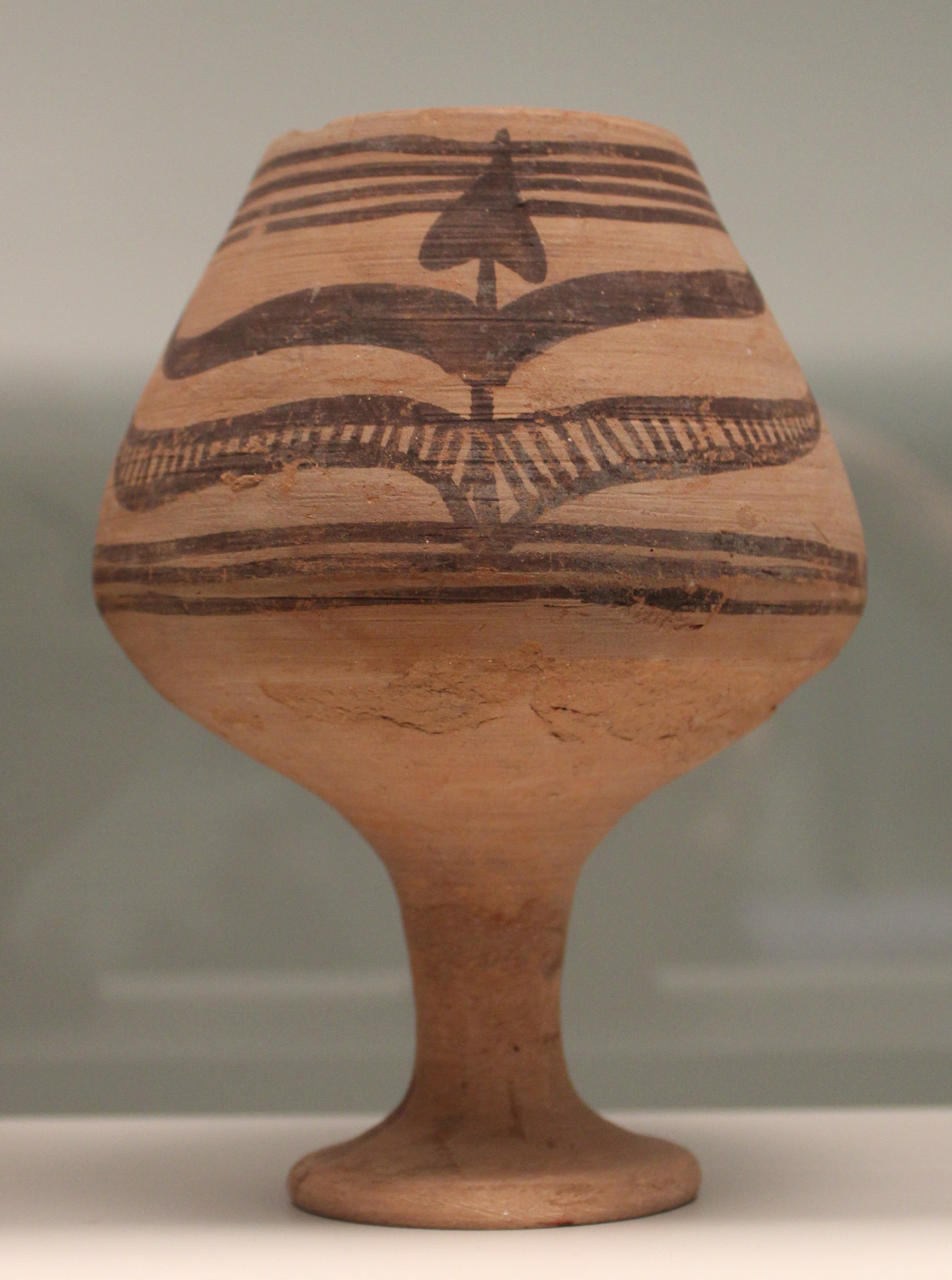
Kelch
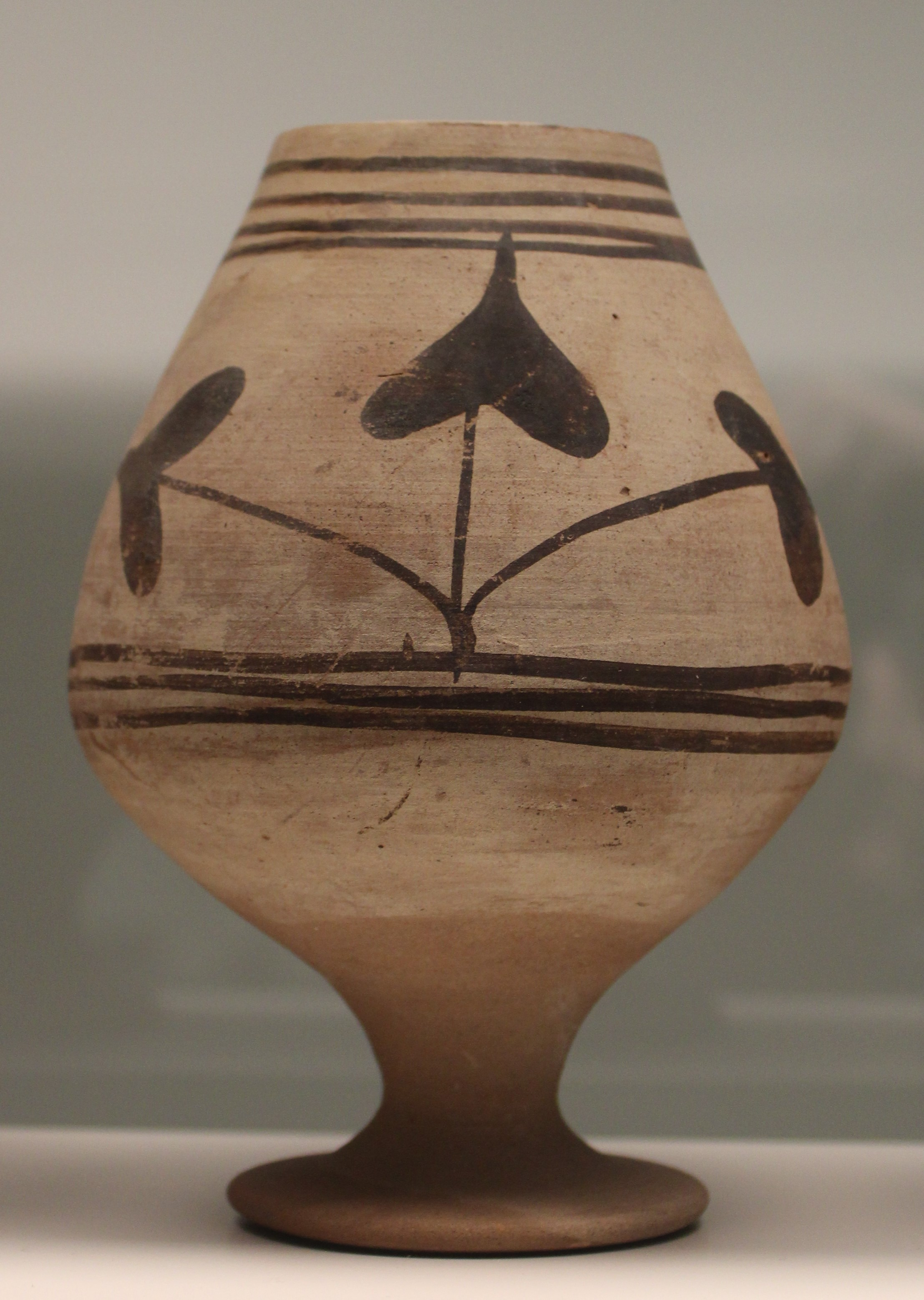
Kelch
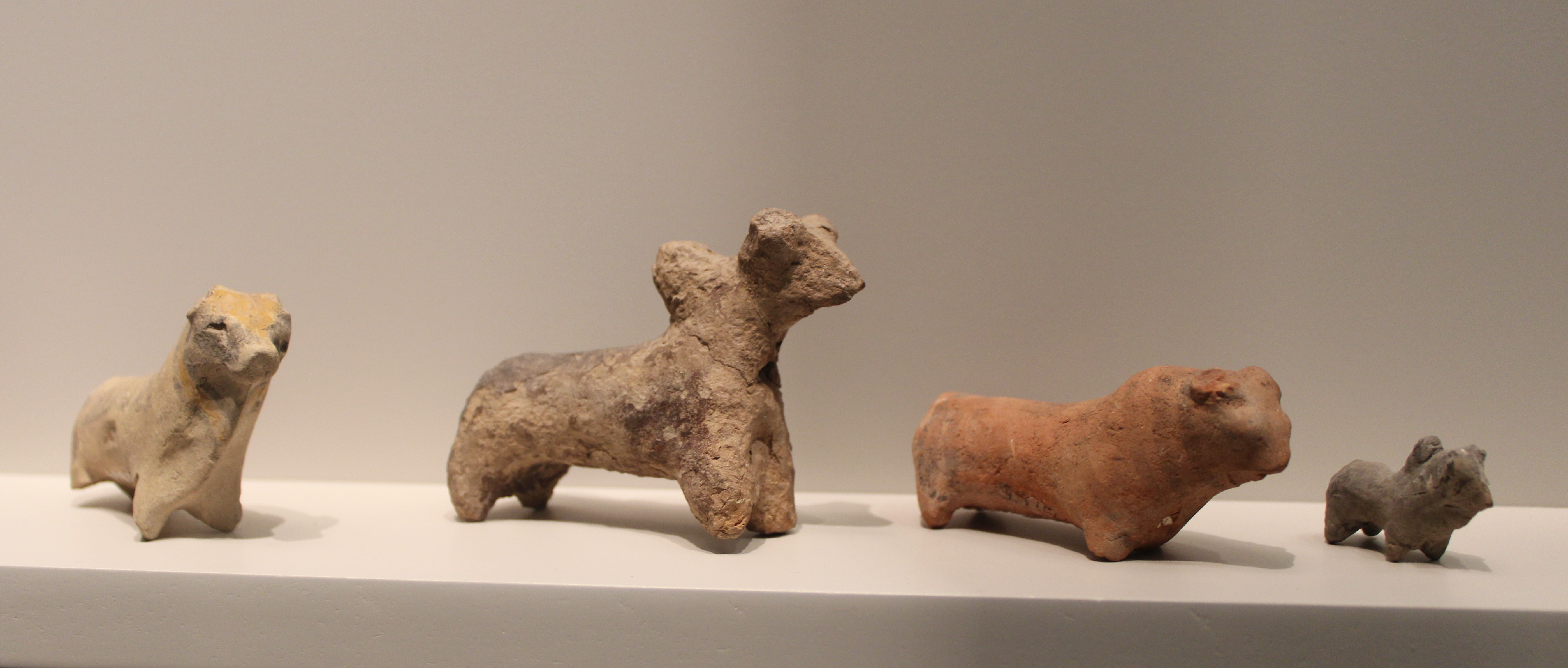
Tierfiguren
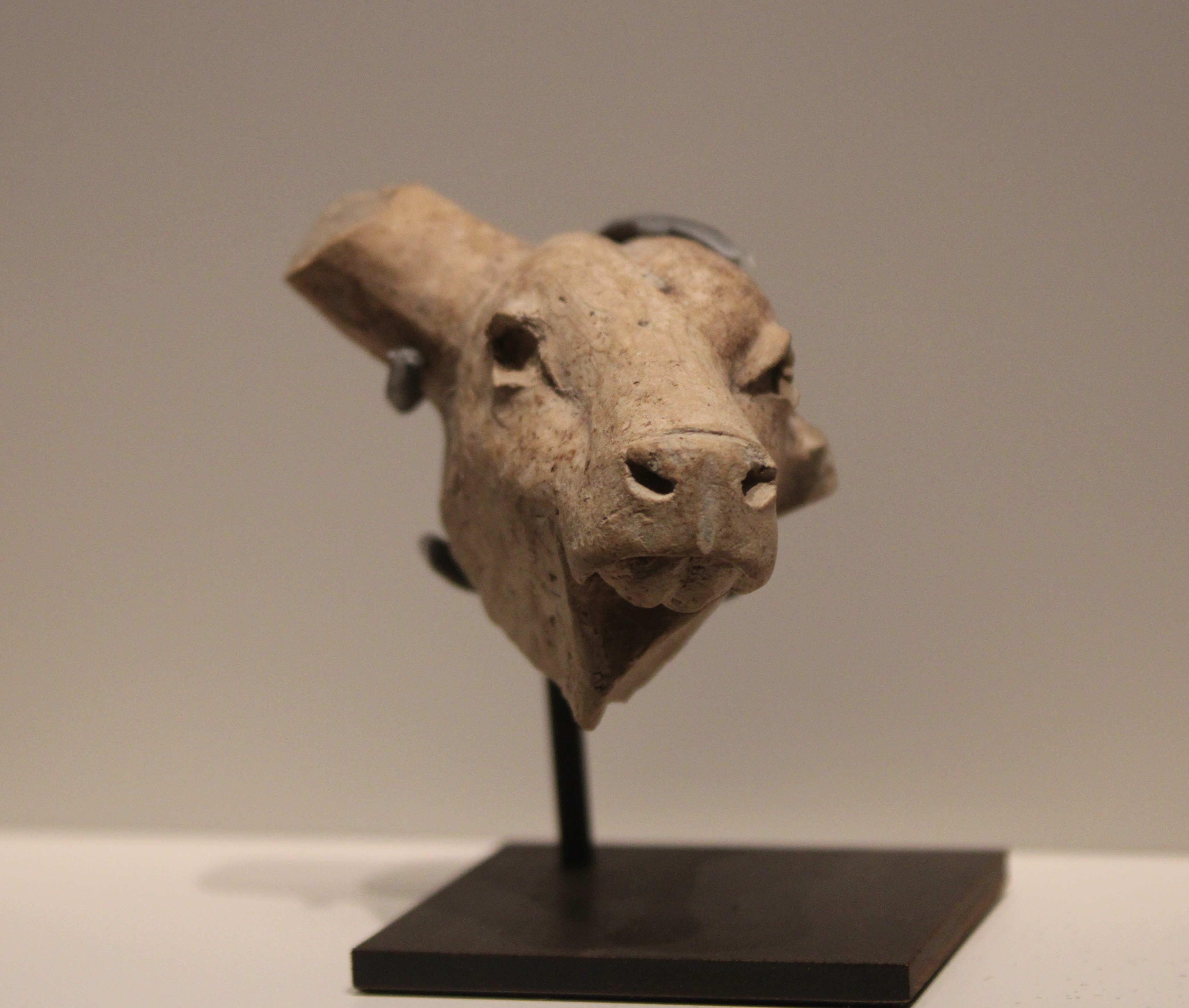
Rinderkopf
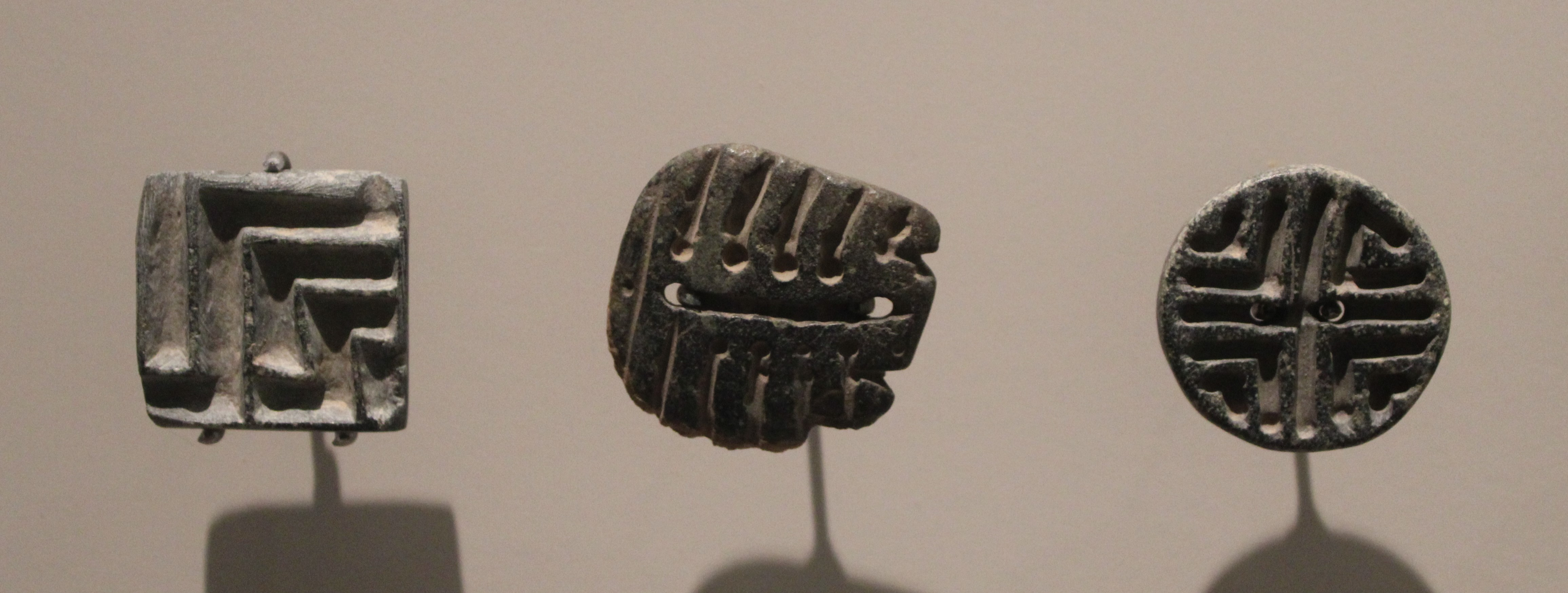
Siegel

## Datierung
Die chronologische Einordnung der Schichten variiert in der Forschung teilweise um fast 500 Jahre. Damit, vor allem mit der Datierung der voll entwickelten Stadt der Schicht IV, ist die Frage nach dem Verhältnis zur Indus-Kultur verknüpft. Bei einer Frühdatierung von Mundigak kann vermutet werden, dass der Ort entscheidende Impulse zur Entstehung der Indus-Kultur lieferte. Bei einer Spätdatierung würde es sich bei Mundigak um eine etwa gleichzeitige Stadt handeln, die in verschiedenen, jedoch meist älteren Publikationen sogar als Teil der Indus-Kultur betrachtet wird.
Verschiedene Datierungsansätze für Schicht IV
- Mario Liverani (1998): 2700–1800 v. Chr.[27]
- Vincent C. Pigott (1999): 2600–2100 v. Chr.[28]
- E. Cortesi, M. Tosi, A. Lazzari, M. Vidale (2008), vor 2100 v. Chr.[29]
- Jean-François Jarrige, Aurore Didier, Gonzague Quivron (2011): vor 2500 v. Chr.[30]
- Mukhrat Ahmed (2014): 2500–2300 v. Chr.[31]

Die Datierung der einzelnen Schichten ist also problematisch. Zur Zeit der Ausgrabung gab es nur wenige Vergleichsfunde. Diverse Materialproben wurden für C14-Untersuchungen an zwei Labors (Universität Chicago, Gif-sur-Yvette) geschickt, die jedoch nur bedingt verwertbare Ergebnisse lieferten. Eine Probe aus der Schicht III.2 erbrachte das Datum 2624 ± 200 v. Chr. Andere Proben ergaben für Schicht I.5 ein Datum von 2037 ± 235 v. Chr. und für Schicht III.5 das Datum 2253 ± 240 v. Chr. Demnach wäre Schicht III älter als Schicht I. Die C14-Proben mögen verunreinigt gewesen sein.
Neuere Untersuchungen geben jedoch einer Frühdatierung mehr Gewicht. Es bestehen viele Ähnlichkeiten zu Schahr-e Suchte im heutigen Iran. Beide Fundorte, zusammen mit einigen anderen, werden deshalb als Helmand-Kultur bezeichnet. Es besteht Einigkeit darüber, dass Schicht III in Schahr-e Suchte etwa gleichzeitig ist mit Schicht IV in Mundigak. Im Jahr 2008 publizierte eine Gruppe von Archäologen einen Artikel, dessen Ziel es war zu zeigen, dass die Helmand-Kultur (vor allem auch Schicht IV in Mundigak) zeitlich mit der Indus-Kultur zusammenfällt. Kurze Zeit darauf wurde eine Studie veröffentlicht, die genau das Gegenteil belegen will, nämlich dass die Blüte der Helmand-Kultur vor der Indus-Kultur anzusetzen ist.
Keramik der Schicht I hat Ähnlichkeiten mit der Töpferware von Mehrgarh und datiert damit wohl schon ins 5. Jahrtausend v. Chr. Jean-François Jarrige publizierte ein Gefäßfragment aus Schicht III.6, das Parallelen in der Dschemdet-Nasr-Zeit (3100–2900 v. Chr.) in Mesopotamien hat. Einige Gefäße aus Schicht IV haben Parallelen in Kot Diji (3400 bis 2650 v. Chr.), einem Ort in Pakistan, der zu einer Frühphase der Indus-Kultur gehört. Schicht III in Sohr Damb in Pakistan hat Verbindungen mit Schicht IV in Mundigak. Anhand von C14-Daten kann diese Schicht um 2800/2700 v. Chr. datiert werden.